# Философия Нового времени
Филосо́фия Но́вого вре́мени — период развития философии в западной Европе в XVII—XVIII веках, характеризующийся становлением капитализма, бурным развитием науки и техники, формированием экспериментально-математического мировоззрения. Этот период также называют эпохой научной революции. Иногда в философию Нового времени, полностью или частично, включают философию XIX века.
Философия Нового Времени восприняла основные идеи эпохи Возрождения и развила их. Она имела антисхоластическую направленность и во многом носила нерелигиозный характер. В центре ее внимания были мир, человек и его отношение к миру.
Ключевые слова в философии разума, эпистемологии и метафизике семнадцатого и восемнадцатого столетий разделяются на две основные группы. Рационалисты, главным образом во Франции и Германии, предполагали, что всё знание должно начинаться с определённых «врождённых идей», присутствующих в уме. Главными представителями этого направления были Рене Декарт, Барух Спиноза, Готфрид Лейбниц и Николай Мальбранш. Эмпиристы, напротив, считали, что знание должно начинаться с чувственного опыта. Ключевые фигуры этого направления — Фрэнсис Бэкон, Джон Локк, Джордж Беркли и Дэвид Юм. (Сами понятия рационализма и эмпиризма возникли позже, в основном благодаря Канту, но они достаточно точны.) Этика и политическая философия обычно не рассматриваются через эти понятия, хотя все эти философы решали этические вопросы в свойственных им стилях. Среди других важных фигур в политической философии были Томас Гоббс и Жан-Жак Руссо.
В конце восемнадцатого столетия Иммануил Кант создал принципиально новую философскую систему, претендовавшую на то, что она объединила рационализм и эмпиризм. Кант стимулировал бурное развитие философской мысли в Германии в начале девятнадцатого века, начиная с немецкого идеализма. Характерной чертой идеализма была мысль о том, что мир и разум должны быть поняты, исходя из одних и тех же категорий; эта идея достигла кульминации в творчестве Георга Вильгельма Фридриха Гегеля, который среди прочего сказал, что действительное разумно, разумное действительно.
```
      
Рационализм
                                       
Эмпиризм

           └──────────┬────────────────────────────────────┤
                      │                                    │
                
Кантианство
                           
Позитивизм

        ┌─────────────┴──────────────────┬─────────────────┤
        │                                │                 │
  
Гегельянство
                
Философия жизни
      
Эмпириокритицизм

        │
    
Марксизм
```

## Направления
Философию Нового времени можно разделить на следующие направления:
Рационализм. Рационалисты фактически предлагали дедуктивный метод познания (от общего к частному). Для этого им приходилось признать существование врожденных идей. Из этих идей можно вывести любое знание, вплоть до знания о существовании Бога.
Эмпирики (сенсуалисты) — направление в философии, сторонники которого считают, что в основе познаний лежит опыт: "нет ничего в разуме, чего бы до этого не было в опыте (в чувствах)", "знание — сила". Получил широкое распространение в Англии XVII в. и в последующем в США.
Субъективный идеализм — философское направление, представители которого отвергают правомерность тезиса о существовании объективной реальности, независимой от воли и сознания субъекта. Миром, в котором живёт и действует субъект, субъективный идеализм считает совокупность ощущений, переживаний, настроений, действий субъекта или, как минимум, полагает, что последние являются неотъемлемой существенной частью мира.
Агностицизм – философская концепция, согласно которой мы ничего не можем знать о Боге и вообще о любых предельных и абсолютных основаниях реальности, поскольку не познаваемое то, знание о чем в принципе не может быть убедительно подтверждено свидетельствами опытной науки.

## Основные представители

### Фрэнсис Бэкон (Бекон)
Первым исследователем природы в Новое время был английский философ Фрэнсис Бэкон (1561—1626). Он считается основоположником методологии экспериментального естествознания. Указал на значимость опыта в постижении истины. Бэкон считал, что философия должна носить практический характер, и что высшей целью философии является господство человека над природой, а «господствовать над природой можно, только подчиняясь её законам». Постижение законов природы возможно путём анализа и обобщения отдельных проявлений, то есть с помощью индукции. Считал, что для постижения истины необходимо освободиться от мешающих этому «призраков» (идолов). «Призрак рода» заключается в стремлении человека описать мир по аналогии с жизнью, господствующей в обществе; «призрак пещеры» — в зависимости от своих субъективных пристрастий; «призрак рынка» («призрак площади») — в зависимости от расхожего мнения остальных; «призрак театра» — в слепом подчинении авторитетам. Был глубоко верующим человеком, разделял науку на теологию (занимающуюся изучением высшего, познать которое невозможно умом, а возможно лишь через божественное откровение) и философию (изучающую природу с помощью опыта и разума).

### Томас Гоббс
Томас Гоббс (1588—1679) — английский философ, автор трактата «Левиафан». Приверженец сенсуализма и фатализма, рассматривал волю как «силу природы». Был сторонником механистической картины мира, согласно которой объективно существуют лишь тела, а такие характеристики как размер, вес и т. п. субъективны. Признавал существование Бога как «энергию мироздания, как первопричину всего сущего», но при этом не вмешивающуюся в земные дела. Основной предмет его философии — человек как гражданин государства. Считал себя Евклидом в области общественных наук. Утверждал невозможность создания общества, используя геометрический подход, поскольку он касался бы личностей людей. Этот подход по его мнению необходимо использовать в политике. 
«Люди отступают от обычая, когда этого требует их интерес, и действуют против разума, когда разум против них. Вот чем объясняется, что учения о праве и несправедливости постоянно оспариваются как пером, так и мечом, между тем как учения о линиях и фигурах не подлежат спору, ибо истина об этих последних не задевает интересов людей, не сталкиваясь ни с их честолюбием, ни с их выгодой или вожделениями. Ибо я не сомневаюсь, что если истина, что сумма углов треугольника равна сумме двух углов квадрата, противоречила бы чьему-либо праву на власть или интересам тех, кто уже обладает властью, то, поскольку это было бы во власти тех, чьи интересы задеты этой истиной, учение геометрии было бы если не оспариваемо, то путём сожжения книг по геометрии было бы вытеснено.»
В своем трактате «Левиафан» сравнивает государство с этим библейским персонажем, принижающим людей, ограничивающим их потребности. Считает, что государство было создано в результате общественного договора, но потом отошло от людей и стало над ними господствовать. Суть добра и зла определяет государство, а остальные люди должны этих критериев придерживаться, поскольку деятельность государства должна быть направлена на обеспечение блага людей. Государство должно заботиться об интересах и счастье народа.

### Рене Декарт
Рене Декарт (1596—1650) — французский математик и философ. Если Френсис Бэкон рассматривал опыт как основную отправную точку исследования, а Т. Гоббс привнёс в эту логику математику, то Декарт ставил во главу всего разум, а опыт считал лишь инструментом, подтверждающим выводы разума. Декарт придерживался рационализма. Впервые ввёл идеи эволюции, но доказывал их исходя исключительно из механистических представлений.
Основной отправной точкой его философии является понятие субстанции, здесь он сближается с античными философами. В этом вопросе он придерживается дуализма, разделяя субстанцию на два вида: материальную, бесконечно делимую, которую можно описать механическими представлениями, и неделимую духовную, постижимую только человеком, поскольку лишь у него есть бессмертная душа. Субстанции обладают двумя главными атрибутами: протяжённостью, для материальной, и мышлением, для духовной (идеальной). Духовный мир человека есть нечто врождённое. К врождённым идеям Декарт относит идею Бога и основы математики и логики («две величины, равные третьей, равны между собой», «из ничего ничего не происходит»). Считает, что все сущее создал Бог, но после создания он не вмешивается в естественный ход истории.
Одно из центральных мест его философии занимает проблема поиска истины и метода, с помощью которого возможно получение достоверного знания. В этом вопросе он преодолел философский скептицизм. Широко известно его знаменитое рассуждение по этому вопросу, завершающееся знаменитым высказыванием: «Я мыслю, следовательно, я существую».
«Если мы станем отвергать все то, в чём каким бы то ни было образом можем сомневаться, и даже будем считать все это ложным, то хотя мы легко предположим, что нет никакого Бога, никакого неба, никаких тел и что у нас самих нет ни рук, ни ног, ни вообще тела, однако же не предположим также и того, что мы сами, думающие об этом, не существуем: ибо нелепо признавать то, что мыслит, в то самое время, когда оно мыслит, не существующим. Вследствие чего это познание: я мыслю, следовательно существую, — есть первое и вернейшее из всех познаний, встречающееся каждому, кто философствует в порядке.»
Метод научного познания, используемый Декартом, можно назвать аналитическими или рационалистическим. Рене Декарт занимался изучением многих наук, в том числе, анатомией. В своих трудах он описал психофизиологические основы деятельности мозга (души), доказав фактически рефлекторную суть психики. За это И. П. Павлов воздвиг в своё время памятник Декарту под Санкт-Петербургом.

### Блез Паскаль
Блез Паскаль (1623—1662) — знаменитый французский философ, физик, математик и писатель. Плодотворно поработав в области естествознания и математики (он является одним из «отцов» теории вероятностей), он разочаровался в них и перешёл к изучению религии и философской антропологии. Он считал, что «доводы разума», постоянно колеблющегося между сомнениями и уверенностью, ниже «доводов сердца».
«Природа ставит в тупик скептиков, разум — догматиков; догматик не может справиться с непреодолимой слабостью разума, а скептик не может справиться с непреодолимой идеей истины.»
 Он выводил основные идеи христианства из традиционного синтеза космологии и метафизики аристотелевского толка. Указывал на незначительность человека, но в то же время и возвышал его из-за способности мыслить:
«Пространство Вселенной поглощает меня, как точку; мыслью же я объемлю всё.»
 Сочинение Паскаля «Мысли» входит в список лучших французских книг и переведено на многие языки мира.

### Бенедикт (Барух) Спиноза
Бенедикт Спиноза (1632—1677) в отличие от Декарта придерживается монизма, рассматривая Вселенную как нечто, состоящее из одной субстанции (идея субстанционального единства мира), соединившей в себе духовное и материальное начала, являющейся причиной самой себе. Отвергал, таким образом, христианскую идею «творения Богом мира из ничего». Придерживался натуралистического пантеизма, рассматривал Бога безличным растворением в природе, за что подвергался при жизни различным гонениям со стороны церкви. Единая субстанция, по его мнению, обладала двумя характеристиками: протяженностью и мышлением. Мышление таким образом приписывалось всему, а не только человеку (см. гилозоизм). В своей философии большое место уделял пониманию диалектического единства вещей: конечного и бесконечного, единого и многого, свободы и необходимости («свобода есть осознанная необходимость», «истина открывает и саму себя, и ложь»).

### Готфрид Вильгельм Лейбниц
Немецкий философ Лейбниц Готфрид Вильгельм (1646—1716) был очень разносторонним ученым, но наибольшее значение имеют его работы по философии. Он считал, что мир состоит из мельчайших элементов — монад, духовных и материальных начал, обладающих вместе с тем движущей внутренней силой. В этом он близок к античному философу Аристотелю. Из философии Спинозы он «изъял» пантеистического Бога, считая его действительным творцом всего сущего, «виновником и господином» бытия. Единство монад есть результат «предустановленной Богом гармонии».
Отрицал существование пространства и времени отдельно от материи, считая пространство местом существования вещей, координирующим их положение, а время — фактором, описывающим последовательность состояний объектов. Внес существенный вклад в развитие математики (ввел понятие бесконечно малых величин), указал на значимость доказательства в рациональном познании. Считается основателем символической (математической) логики.

### Дэвид Юм
Дэвид Юм (1711—1776) — шотландский философ, историк, экономист и публицист, представитель агностицизма. На вопрос о том, существует ли внешний мир, Юм отвечал: «Не знаю». Считал, что внешний опыт не может быть критерием истинности знания, поскольку он лишь «поток впечатлений», в котором нельзя строго выявить причину и следствие. Опыт, таким образом, нельзя объяснить логически, а потому он не может давать истинного знания. Поэтому Юм делает вывод о невозможности объективного познания причинности явлений. Он утверждал, что источником нашей уверенности является не теоретическое знание, а вера.